# Key Sounds Label
Key Sounds Label – japońska niezależna wytwórnia płytowa, założona w 2001 roku jako marka wydawcy gier komputerowych Visual Art’s. Wytwórnia powstała, aby katalogować i wydawać muzykę związaną z powieściami wizualnymi wydawanymi pod marką zarówno Key, jak i Visual Art’s. Pomijając dwa albumy i jeden singiel, które wydane zostały przez Key i Visual Art’s przed oficjalnym utworzeniem wytwórni, większość wydawnictw bazuje na muzyce do gier Key. Nakładem wytwórni ukazały się także albumy i single niepowiązane w żaden sposób z powieściami wizualnymi, takie jak np. dwa single Lii i jeden album Riyi. W odróżnieniu od typowych wytwórni płytowych Key Sounds Label nie posiada wyłączności na wydawanie płyt żadnego z artystów, których utwory ukazują się jej nakładem.
W momencie utworzenia Key Sounds Label Jun Maeda, Shinji Orito i Magome Togoshi pracowali dla Key jako kompozytorzy i to oni skomponowali przeważającą część wydawanych przez wytwórnię wydawnictw. W 2007 roku Togoshi zrezygnował z pracy dla Key i Visual Art’s. Key często prowadzi sprzedaż albumów i singli pod swoim szyldem na konwencie Comiket. Wytwórnia Key Sounds Label nie jest powiązana z JASRAC ani z żadną inną agencją zajmującą się ochroną i egzekwowaniem praw autorskich. Wydawnictwa wytwórni nie są więc dostępne w japońskich sklepach i można je nabywać wyłącznie przez Internet.

## Historia
Początki Key Sounds Label sięgają roku 1999, a pierwszy album, który ukazał się jej nakładem, trafił do sprzedaży w roku 2001. Kiedy zajmujące się produkcją powieści wizualnych studio Key, będące marką firmy wydawniczej Visual Art’s, przygotowywało się do wydania swojego debiutanckiego tytułu, Kanon, Key wyprodukowało album z aranżacjami Anemoscope. Album ten wydano w zestawie z pierwszym wydaniem powieści wizualnej Kanon w czerwcu 1999 roku. Drugie wydawnictwo muzyczne, singel, ukazał się w październiku 1999. Trzecie wydawnictwo, kolejny album z aranżacjami, trafiło do sprzedaży we wrześniu 2000 roku, w zestawie z pierwszym wydaniem drugiej powieści wizualnej Key, Air. Było to zarazem pierwsze wydawnictwo wytwórni posiadające numer katalogowy (KYCD-0303). Każde z trzech wymienionych wydawnictw wyprodukowane zostało w nakładach limitowanych, więc nie trafiło do szerszej dystrybucji.
W roku 2001 Visual Art’s i Key zdecydowały się utworzyć wspólnie nową wytwórnię – Key Sounds Label – i rozpocząć katalogowanie wydawanych przez Key albumów i singli sygnaturą „KSLA-”, po której następował czterocyfrowy numer wydawniczy. Przykładowo, pierwsze wydawnictwo nosi numer katalogowy KSLA-0001. Pierwszymi wydawnictwami wytwórni były album i singiel, których sprzedaż prowadziło Key na konwencie Comiket 60 w sierpniu 2001 roku. Od tego momentu Key prowadziło regularną sprzedaż singli i albumów pod nazwą Key Sounds Label na kolejnych konwentach Comiket. Pod podobnym numerem katalogowym i nazwą, jak Kanon i Air, wydano trzy kolejne albumy z aranżacjami w zestawie z pierwszymi wydaniami kolejnych powieści wizualnych: Clannad, Little Busters! i Little Busters! Ecstasy. Nigdy nie doszło do reedycji tych trzech albumów w celu wprowadzenia ich do standardowych kanałów sprzedaży. Na początku 2008 roku trzy albumy wytwórni stały się dostępne w sklepie iTunes Store pod nazwą Key Sounds Team. Były to niepełne albumy -Memento- i Recollections oraz cały album Ma-Na. Później -Memento- został usunięty, a udostępniono pełną wersję Recollections.
Większość wydawnictw Key Sounds Label zawiera muzykę ściśle związaną z powieściami wizualnymi Key, czy są to oryginalne ścieżki dźwiękowe, albumy z remiksami, czy też single i albumy, na których znajdują się piosenki wykonywane przez wokalistki podkładające głosy postaciom z gier i anime. Istnieją także inne single i albumy wyprodukowane przez członków Key, które nie są w żaden sposób związane z tytułami studia. Przykładowo, pierwszy wydany przez wytwórnię album, Humanity... jest jedynym albumem wydanym przez zespół produkcyjny Shinjiego Ority, Work-S. Dwa maxi single z piosenkami zaśpiewanymi przez Lię zostały wydane nakładem wytwórni w grudniu 2002 roku i sierpniu 2003 roku. Album o tytule Love Song wydany został w sierpniu 2005 roku i zawierał piosenki zaśpiewane przez Riyę, członkinię zespołu Eufonius. W grudniu 2006 roku Key Sounds Label wyprodukował swoje pierwsze w historii słuchowisko. Dwa kolejne wydane zostały w lipcu 2007 roku. W grudniu 2006 roku, w celu upamiętnienia powstania drugiej adaptacji telewizyjnej gry Kanon, wyprodukowany został pierwszy singiel z muzyką z serialu. W październiku 2007 roku wyprodukowano singiel z muzyką z emitowanego w telewizji serialu anime Clannad. Trzeci singiel z muzyką z anime, tym razem z serii telewizyjnej Clannad After Story, wydany został w październiku 2008 roku. Krótki album z remiksami utworów z Clannad After Story wydany został w grudniu tego samego roku. Single i albumy z muzyką z anime Angel Beats! wydano na przestrzeni kwietnia i grudnia 2010 roku. Singel z muzyką z anime Little Busters! został wydany w październiku 2012 roku. Wydano również dwa single do anime Little Busters! Refrain: pierwszy w październiku 2013 roku, a drugi w listopadzie 2013 roku.
Pierwsze, zawierająca piosenki z Air, wydawnictwo EP Key Sounds Label znajdowało się w sprzedaży jedynie podczas pierwszego koncertu japońskiej grupy trance OTSU, który miał miejsce w maju 2006. Drugi EP z muzyką z Little Busters! sprzedawany był jedynie podczas drugiego koncertu OTSU, w maju 2008. Obydwa koncerty sfinansowane zostały przez Key Sounds Label, a oba EP wydane zostały na płytach gramofonowych. Pierwszy album OTSU Club Music Compilation, na którym początkowo znajdowały się tylko remiksy utworów muzycznych dołączonych do powieści wizualnych Key, wydano w czerwcu 2006. Drugi album zespołu, opatrzony takim samym tytułem, ukazał się na rynku w lutym 2008 i miał za zadanie rozreklamować drugi koncert zespołu. Znalazły się na nim remiksy utworów z Little Busters!. Trzecie wydawnictwo OTSU, OTSU:Blasterhead, zawierało remiksy utworów muzycznych dołączonych do wydanych przez Key powieści wizualnych. Płyta trafiła do sprzedaży w lutym 2009 roku.

## Koncerty
Key było gospodarzem koncertu KSL Live World 2008: Way to the Little Busters! EX w ramach upamiętnienia dziesiątej rocznicy powstania firmy. Koncert miał miejsce 10 maja 2008 roku w Tokio i 17 maja 2008 roku w Osace. Każdy trwał dwie i pół godziny i brały w nich udział wokalistki Lia, Rita, Chata i Tomoe Tamiyasu, które wykonywały w przeszłości utwory w singlach i albumach wydawanych przez Key Sounds Label. Bilety na koncerty można było początkowo nabyć wysyłkowo 26 maja 2008 roku. Dwupłytowy album z remiksami zatytułowany KSL Live World 2008: Pamphlet and Memorial Disc sprzedawano na obydwu koncertach z numerami katalogowymi KSLC-0001 i KSLC-0002; na pierwszej płycie znalazło się sześć zremiksowanych wersji wokalnych czołówki do anime Kanon pod tytułem „Last Regrets”. Dwa z nich pojawiły się wcześniej na płytach Key Sounds Label. Jeden pochodzi z wydanej w 1999 roku kompilacji zespołu I've Sound pt. Regret. Na drugiej płycie albumu znajduje się nagranie z rozmowy pomiędzy artystami biorącymi udział w obydwu koncertach. Album koncertowy zawierający nagranie z drugiego koncertu w Osace ujrzał światło dzienne w grudniu 2008 i nosi tytuł KSL Live World 2008: Way to Little Busters! EX.
Kolejny koncert, który odbył się pod nazwą KSL Live World 2010: Way to the Kud-Wafter, miał miejsce w Tokio 21 maja 2010 oraz dwukrotnie 22 maja 2010 roku. Utwory wykonane zostały przez następujące wokalistki: Keiko Suzuki, Miyako Suzuhata, Aoi Tada, Tomoe Tamiyasu, Chata, Marina, Lia LiSa, Rita. Na dwóch koncertach, które odbyły się 22 maja, wystąpił także zespół Eufonius. Koncerty prowadzili Shinji Orito i Rita. Na scenie wystąpił również Jun Maeda. Bilety na koncerty nabyć można było wysyłkowo 30 marca 2010 roku. Album koncertowy z nagraniem z koncertu z 22 maja wydano w grudniu 2010 i nosił tytuł KSL Live World 2010: Way to the Kud-Wafter.
Trzeci koncert o nazwie KSL Live World 2013: Way to the Little Busters! Refrain odbył się w Kōtō w Tokio 16 września 2013 roku. Wzięły w nim udział wokalistki Tomoe Tamiyasu, Keiko Suzuki, Rita, Suzuyu, Ayaka Kitazawa i Lia. Podczas koncertu ponownie wystąpili Jun Maeda i Shinji Orito.

## Wykonawcy
W momencie utworzenia Key Sounds Label Jun Maeda, Shinji Orito i Magome Togoshi pracowali dla Key jako kompozytorzy i to oni skomponowali przeważającą część wydawanych przez wytwórnię wydawnictw. W 2007 roku Togoshi zrezygnował z pracy dla Key i Visual Art’s. Jeden z założycieli Key, OdiakeS, opuścił Key przed utworzeniem Key Sounds Label, ale wziął udział w sesji nagraniowej płyty Kanon Original Soundtrack i remiksowaniu piosenek, które znalazły się na albumie z remiksami z muzyką z Clannad pt. -Memento-. Key Sounds Label współpracuje z wieloma japońskimi zespołami i wykonawcami, z których część wywodzi się z grupy produkcyjnej zajmującej się muzyką techno/trance o nazwie I've Sound, również zajmującej się tworzeniem muzyki dla Visual Art’s. Są to: Ayana, Kotoko, Lia, Mell i Eiko Shimamiya. Wytwórnia wydaje również muzykę innych artystów, takich jak np. Annabel, Chata, Karuta, Ayaka Kitazawa, LiSA, Marina, Runa Mizutani, Psychic Lover, Rita, Riya, Harumi Sakurai, Haruka Shimotsuki, Keiko Suzuki, Miyako Suzuta, Suzuyu, Aoi Tada, Tomoe Tamiyasu i Nagi Yanagi. Zespoły muzyczne: Work-S, Eufonius, OTSU, PMMK i MintJam również wydawały muzykę w Key Sounds Label. Muzycy z I’ve Sound, podobnie jak wielu innych, brali również udział w pracach aranżacyjnych zlecanych przez wytwórnię.